# Die Sendung mit dem Elefanten

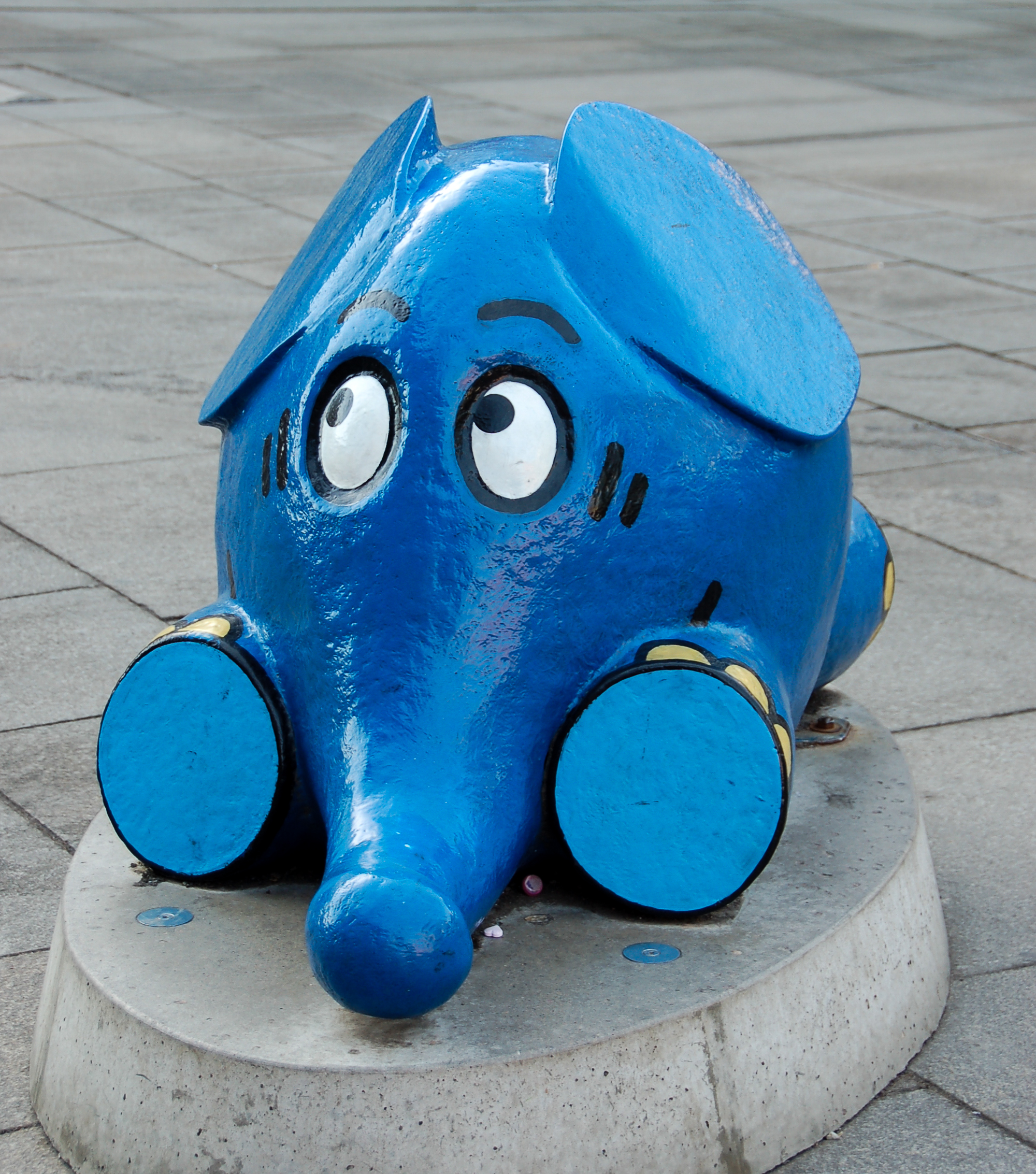
Figur des Elefanten in Erfurt auf dem Anger

Die Sendung mit dem Elefanten (Untertitel: Lach- und Sachgeschichten für Fernsehanfänger) ist seit dem 10. September 2007 ein Ableger der Sendung mit der Maus. Die Sendung ist entwickelt worden, um den Interessen und dem Entwicklungsstand von drei- bis sechsjährigen Kindern gerecht zu werden.

## Aufbau
Eine Episode dauert ca. 25 Minuten. Die für die Bedürfnisse von Fernsehanfängern gestalteten Bausteine stehen dabei ganz in der Maus-Tradition.
Der kleine blaue Elefant hat in der Sendung einen neuen Spielgefährten bekommen, einen rosa Hasen. Der rosa Hase wurde vom TrickStudio Lutterbeck in Köln entwickelt.
Einzelne Episoden der britischen Zeichentrickserie Peppa Wutz auf Englisch haben die kleinen Zuschauer (bis 2018) an die erste Fremdsprache herangeführt. Seitdem sind Folgen der Animationsserie Zeit für Timmy mal auf Deutsch, mal auf Englisch in der Sendung zu sehen.
Durch die Sendung führen Tanja Mairhofer und André Gatzke. An deren Seite ist regelmäßig der grüne Hund Knolle, der vom Puppenspieler Carsten Morar-Haffke gespielt und gesprochen wird. Seit 2023 verstärken Dara Dyckerhoff und Rohit Narayanan das Moderatorenteam. Regelmäßige Auftritte haben Robert Metcalf, der Kinderlieder singt und sich dabei auf der Gitarre begleitet, Mary Summer, die Mitmach- und Kinderlieder singt, sowie Anke Engelke als Anke, die in einer gemalten Welt lebt und sich oft in unlogischen oder widersprüchlichen Situationen wiederfindet.

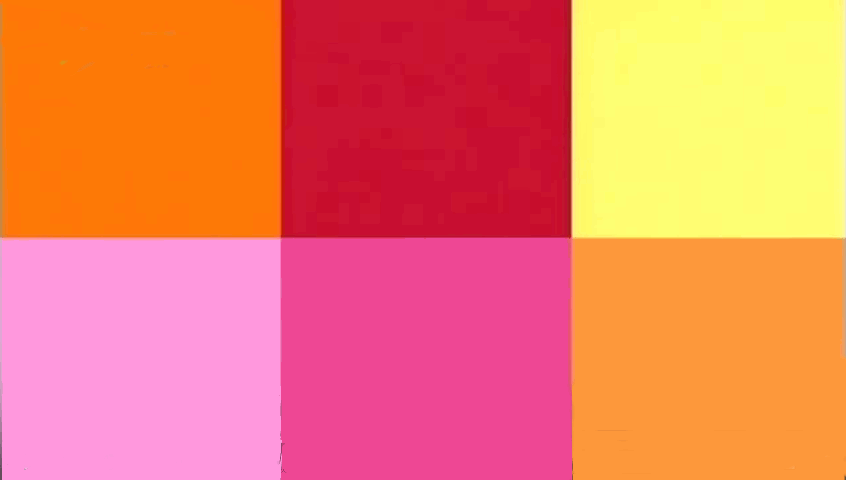
Farbfelder zwischen verschiedenen Sendungsbeiträgen
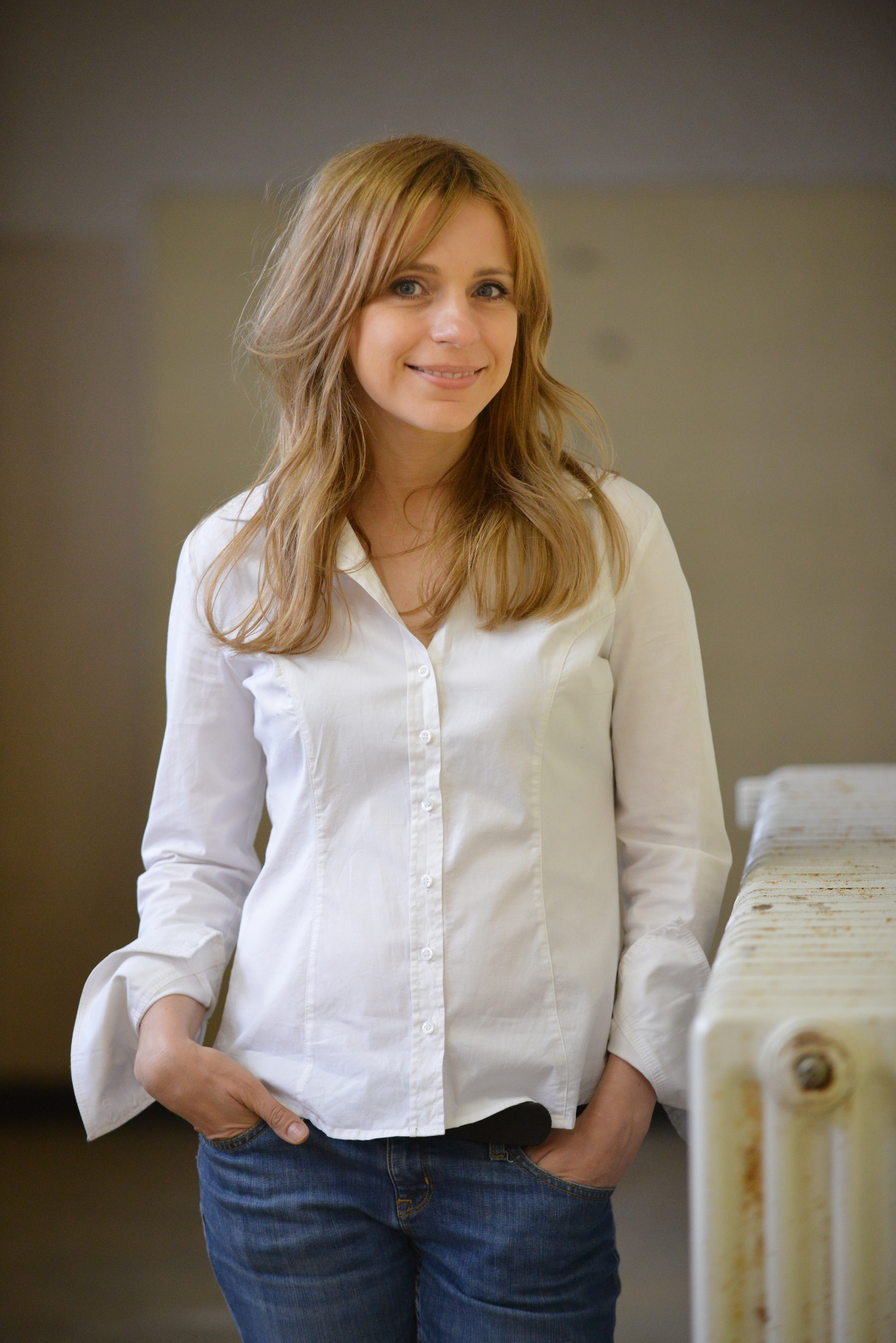
Moderatorin Tanja Mairhofer
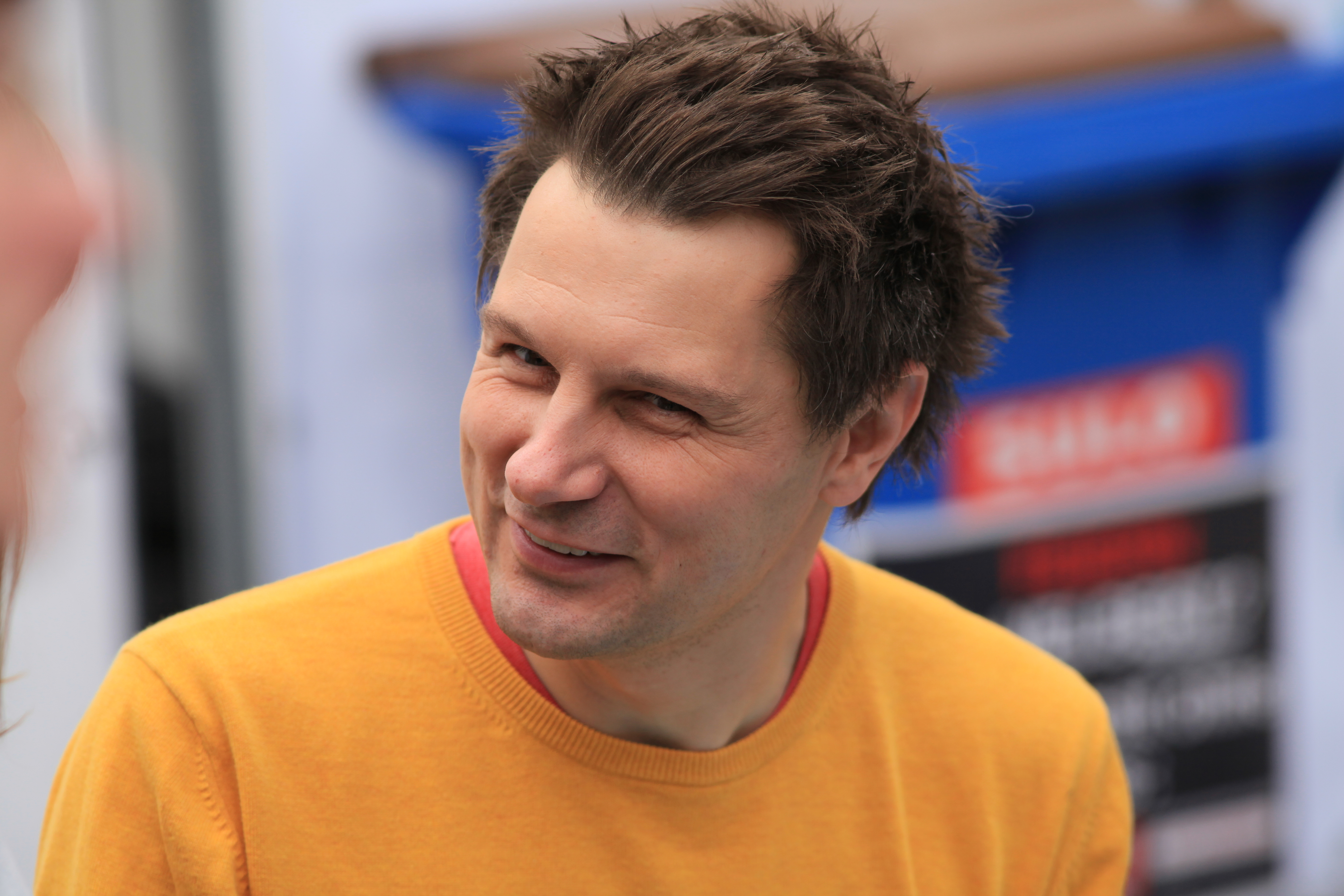
Moderator André Gatzke
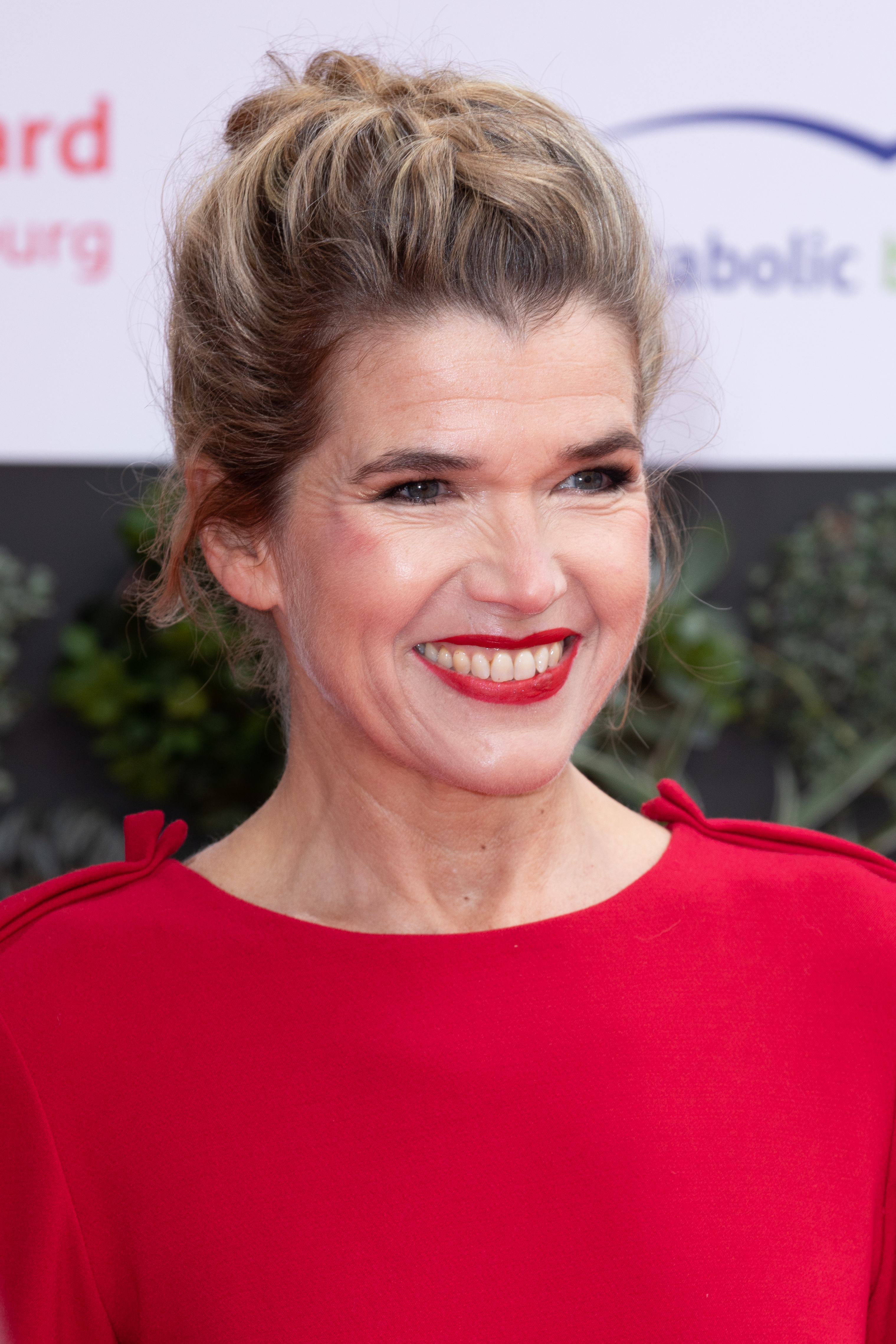
Anke Engelke
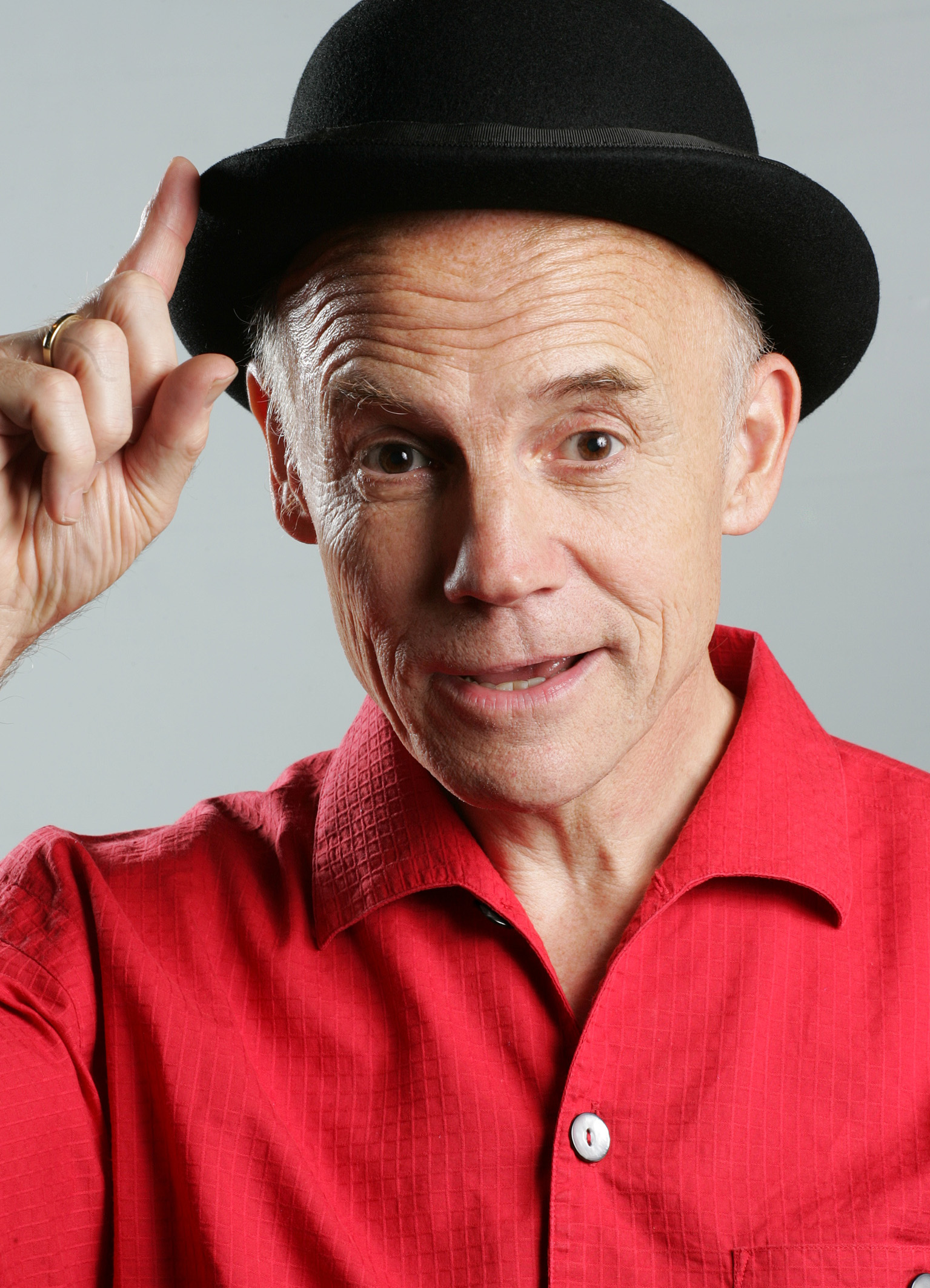
Liedermacher Robert Metcalf

## Geschichte
Am 10. September 2007 wurde die Sendung mit dem Elefanten im Kinderkanal das erste Mal ausgestrahlt. Aber nicht als Konkurrenz zu der Sendung mit der Maus, sondern abgestimmt auf den Wissensstand der Jüngsten.
Ausgestrahlt wurden bisher über 690 Folgen sowie mehrere Sonderfolgen, zum Beispiel zu Ostern oder zu Weihnachten.
Jährlich werden sowohl neu produzierte Folgen ausgestrahlt als auch alte Folgen wiederholt.
Im Jahr 2009 startete der Ableger Elefantastisch mit zwölf Folgen. Hier werden zehnminütige Lachgeschichten für Fernsehanfänger im Elefantenkino gezeigt. Seit 2010 werden jährlich 30 weitere Episoden ausgestrahlt. Ab dem 30. September 2024 läuft die 16. Staffel in der ARD Mediathek und seit dem 1. Oktober 2024 auch auf KiKA.

## Auszeichnungen
- Goldener Spatz: In der Kategorie Unterhaltung 2009 für die Folge Kunst und Co[11] . (Buch und Regie: Renate Bleichenbach, Leona Frommelt), 2011 für die Folge 172[12], 2012 für das Müllspezial[13] in der Kategorie Information/Dokumentation.
- Robert-Geisendörfer-Preis: 2015 für das Freundschaftsspecial (Preisträgerin: Heike Sistig, Redakteurin WDR), 2018 für die Folge Planet Willi (Matthias Wittkuhn und Birte Müller (Buch), Olivia und Wiliam Wittkuhn (Protagonisten)), 2021 für die Folge Wir kriegen ein Baby (Markus Tomsche (Kamera), Renate Bleichenbach (Regie))[14]
- Grimme-Preis: Für Die Sendung mit dem Elefanten – Wir kriegen ein Baby, Folge 559 (Preisträger: Markus Tomsche (Buch, Kamera, Regie Einspieler))[15]